# Phlebopenes albopilosellus
Phlebopenes albopilosellus is een vliesvleugelig insect uit de familie Eupelmidae. De wetenschappelijke naam is voor het eerst geldig gepubliceerd in 1913 door Cameron.